# Sant Sebastià de Sort
Sant Sebastià de Sort és una Capella de la vila de Sort, dins del seu antic terme municipal primigeni, a la comarca del Pallars Sobirà.
Està situada una mica al sud-oest del centre de la vila, a uns 130 metres en aquella direcció de l'església parroquial de Sant Feliu